# Conferencia de Ginebra

Las Conferencias de Ginebra también llamadas Conversaciones de Ginebra fueron las negociaciones entre Francia y el Vietminh para decidir el futuro de las naciones que componían la Indochina francesa.

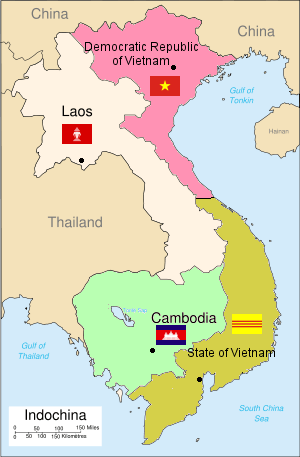
La partición de la Indochina francesa. Los estados nuevos: Reino de Camboya, Reino de Laos, Estado de Vietnam (el futuro Vietnam del Sur), y Vietnam del Norte.

## La conferencia de 1954
Transcurrió entre el 26 de abril y el 20 de julio de 1954 durante la guerra de Indochina entre el gobierno de Francia y el de la República Democrática de Vietnam.
Esta conferencia resultaba de vital importancia para las pretensiones colonialistas francesas de seguir dominando Vietnam dentro de la Unión Francesa. Por la misma razón era de gran valor para Hồ Chí Minh, presidente de Vietnam, y sus aspiraciones de plena independencia y soberanía.
Se celebró tras la derrota en la batalla de Dien Bien Phu y por este motivo la posición de  Francia era muy débil, porque no pudo presentarse ya con una victoria contundente sobre el Viet Minh, como era su objetivo inicial, ni tampoco con la batalla aún por decidir.
En esta conferencia se aprobaron los Acuerdos de Ginebra que tenían, entre otros, los siguientes puntos:
- La total independencia de Camboya de la Unión Francesa.
- La total independencia de Laos de la Unión Francesa.
- La partición de Vietnam en dos estados por el paralelo 17:[2] La República Democrática de Vietnam con capital en Hanói y con presidente a Hồ Chí Minh; y el Estado de Vietnam con capital en Saigón y con jefe de Estado al antiguo emperador Bảo Đại y el primer ministro Ngô Đình Diệm.
- La independencia total de estas dos naciones.
- La progresiva descolonización de Francia hasta entregar todo el poder a las autoridades locales de los respectivos países en 1957.
- La celebración de un referéndum en los dos Vietnam para decidir por voto popular su separación definitiva o su reunificación en 1958.

## Las consecuencias
La Conferencia supuso el principio del fin del imperio francés que estaba descolonizando Marruecos y Túnez para centrar la mayor cantidad de tropas y esfuerzos en Argelia, su principal colonia de población.
Con la pérdida de la Joya del Imperio Francés París esperaba poder concentrar más efectivos bien entrenados y con experiencia en la confrontación argelina que ya no consideraba un problema de orden público sino una guerra abierta con miles de atentados al mes.
Sin embargo, la derrota en el sureste asiático animó aún más las esperanzas argelinas al comprobar que su metrópolis podía ser vencida por campesinos y fuerzas no excesivamente regulares.
Los dirigentes republicanos anticomunistas del Estado de Vietnam ganaron a la opción monárquica en el referéndum de 1955 dando vida a la República de Vietnam (Vietnam del Sur). Por este motivo Vietnam del Norte comenzó las infiltraciones de soldados en apoyo del Vietcong para anexionarse a Vietnam del Sur. Entonces Estados Unidos, en virtud de la Doctrina Truman y la Teoría del dominó (contener la expansión del comunismo) envió tropas a Vietnam del Sur para evitar la conquista por el norte comunista, dando lugar a la famosa guerra de Vietnam.